# Erwin Bälz
Erwin Otto Eduard Bälz (também Erwin Baelz, a partir de 1905 von Baelz; Bietigheim-Bissingen, 13 de janeiro de 1849 – Stuttgart, 31 de agosto de 1913) foi um médico e antropólogo alemão, médico particular da Casa Imperial do Japão. Juntamente com o também médico-cirurgião alemão Julius Scriba é reconhecido como co-fundador da medicina moderna no Japão.

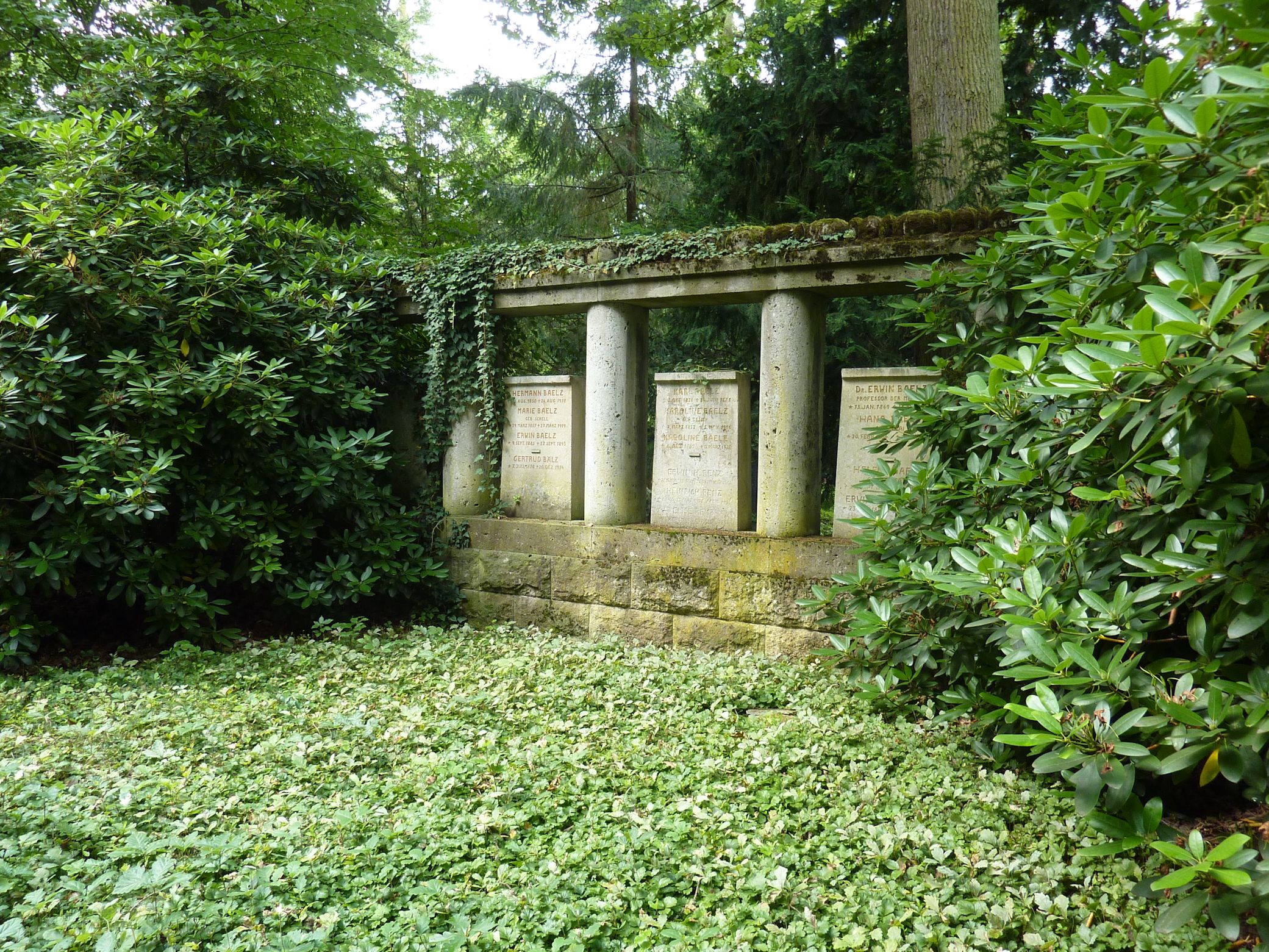
Sepultura no Waldfriedhof Stuttgart

Em 1911 foi eleito membro da Academia Leopoldina.